# Дрейпер, Джон
Джон Дрейпер (англ. John Draper), известный как Капитан Кранч (англ. Captain Crunch / Cap’n Crunch, род. 11 марта 1943, Канада) — один из первых хакеров в истории компьютерного мира.
История Дрейпера началась довольно необычно: однажды он узнал от своего друга о том, что игрушечный свисток из коробки кукурузных хлопьев издаёт звук, похожий на электрический сигнал доступа в телефонную сеть дальней связи. После проведения дополнительных испытаний эта теория подтвердилась — частоты звучания игрушки и сигнала телефонной сети совпадали.
Вскоре Дрейпером был придуман эффективный способ осуществления бесплатных звонков. Он звонил на междугородный номер и, пока шёл набор, свистел в свисток. Сигнал свистка совпадал с сигналом телефонной сети и сообщал о том, что Дрейпер положил трубку. Таким образом, линия считалась свободной, и все дальнейшие действия телефонной системой не фиксировались.
После нескольких опытов Джон вместе со своими друзьями Стивом Возняком и Стивом Джобсом создали устройство, названное «Blue Box», позволявшее имитировать звуки телефонной сети и осуществлять бесплатные звонки.
Кроме заложения основ в деле телефонных фрикеров, Джон известен как автор программы, которая была первым в мире текстовым редактором для IBM PC.
В настоящее время он возглавляет собственную компанию, специализирующуюся на разработке систем защиты от спама, отражения хакерских атак и обеспечении безопасности персональных компьютеров.
Дрейпер входит в группу ведущих исследователей в области информационной безопасности. Он является разработчиком программного комплекса Crunchbox, обеспечивающего комплексную защиту от сетевых атак.